# Soyuz TMA-10M
Soyuz TMA-10M foi uma missão humana à Estação Espacial Internacional, a 119ª missão de uma nave russa Soyuz ao espaço. Lançada do Cosmódromo de Baikonur em 25 de setembro de 2013, ela transportou três tripulantes à estação, que integraram as Expedições 37 e 38 da ISS. A nave ficou por cerca de seis meses acoplada à estação para servir como veículo de escape em caso de emergência.

## Tripulação
| Posição             | Cosmo/Astronauta |
| ------------------- | ---------------- |
| Comandante          | Oleg Kotov       |
| Engenheiro de voo 1 | Sergei Ryazansky |
| Engenheiro de voo 2 | Michael Hopkins  |

## Parâmetros da Missão
- Massa: 7.200 kg
- Perigeu: 411 km
- Apogeu: 415 km
- Inclinação: 51,65°
- Período orbital: 92,82 minutos

## Lançamento e acoplagem
A nave foi lançada ao espaço às 20:58 UTC de 25 de setembro com três astronautas a bordo, e colocou em funcionamento seus motores durante a primeira órbita terrestre, iniciando a viagem até a ISS onde acoplou-se cerca de seis horas mais tarde às 02:45 UTC, no módulo de serviço Poisk. Após as checagens rotineiras de segurança das ligações entre a nave e a estação, as escotilhas foram abertas e os três tripulantes recebidos pelos outros três integrantes da Expedição 37 já a bordo, Fyodor Yurchikhin, Karen Nyberg e Luca Parmitano, que subiram ao espaço em 28 de maio na Soyuz TMA-09M.
A bordo da estação,  os astronautas da TMA-10M ajudaram os demais tripulantes a realizar a acoplagem da nave orbital não´tripulada Cygnus com o Canadarm2, para descarregar mais de 1300 libras de carga para a ISS, que incluiu alimentos, vestuários e experiências científicas de estudantes, transportada por esta nave não-tripulada.

## Desacoplagem e aterrissagem
Após cerca de seis meses no espaço, a missão da TMA-10 encerrou-se às 00:02 UTC de 11 de março de 2014 com a desacoplagem da nave do módulo Poisk da ISS, levando de volta os cosmonautas Kotov e Ryazanskiy e o astronauta Hopkins, enquanto os outros três tripulantes continuaram a bordo da ISS iniciando a Expedição 39. Depois de deorbitarem, a tripulação pousou cerca de três horas depois nas geladas estepes do Casaquistão, sendo recebidos pela equipe de apoio em terra da Roskosmos e da NASA.

## Galeria

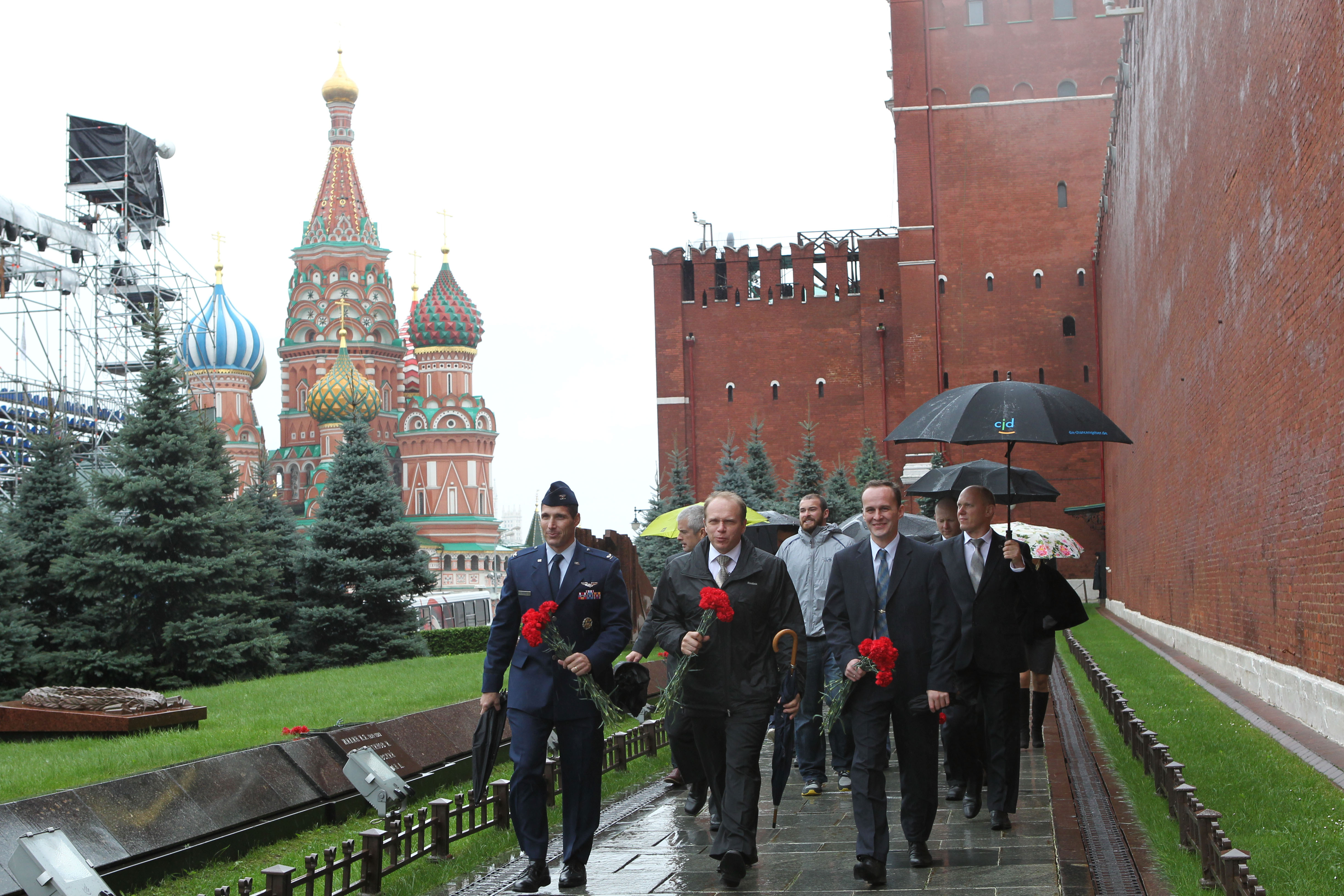
Antes do lançamento, a tripulação participa de cerimônia oficial na muralha do Kremlin, na Praça Vermelha, em Moscou.
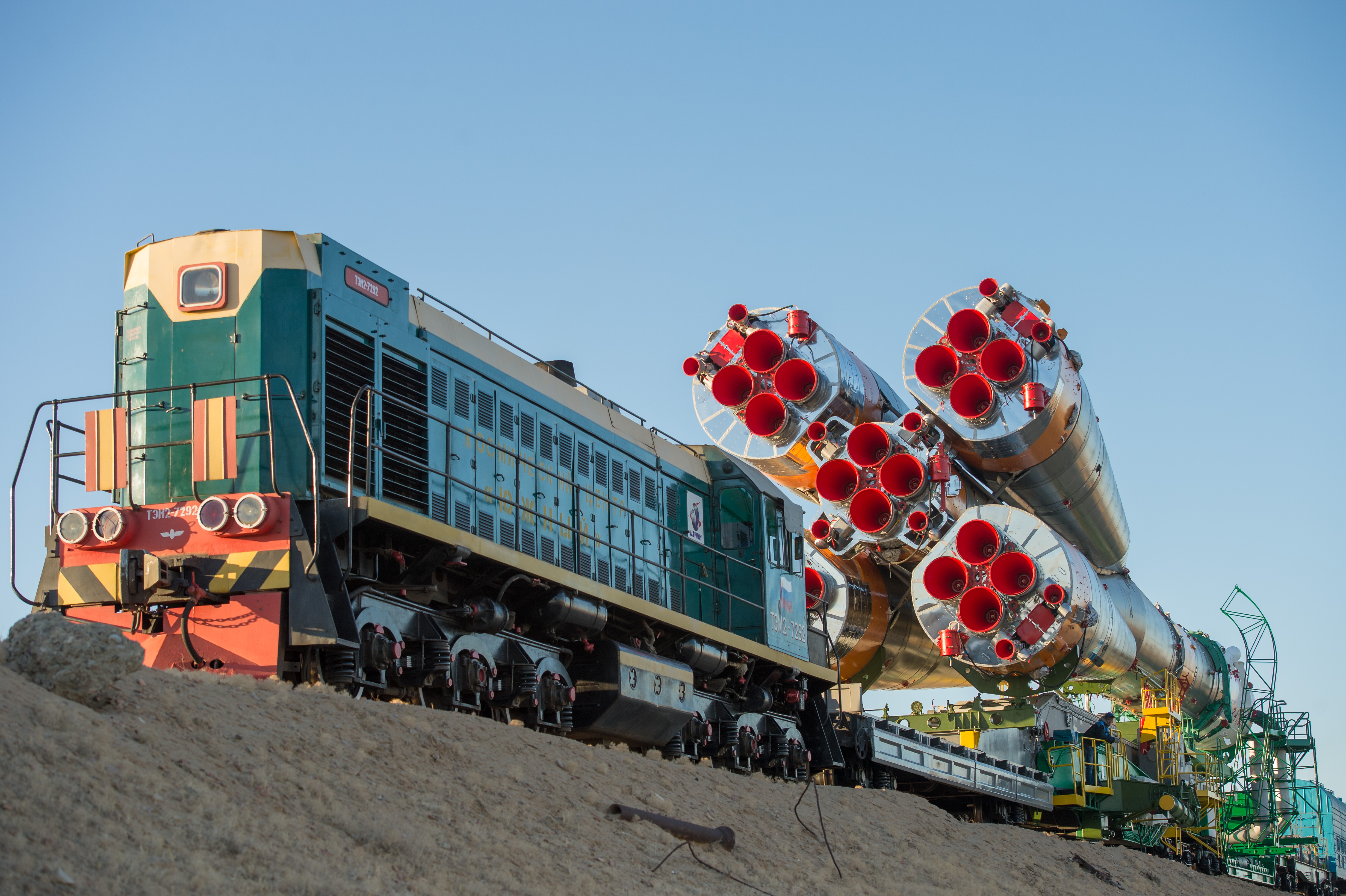
A Soyuz sendo transportada para a plataforma de lançamento.
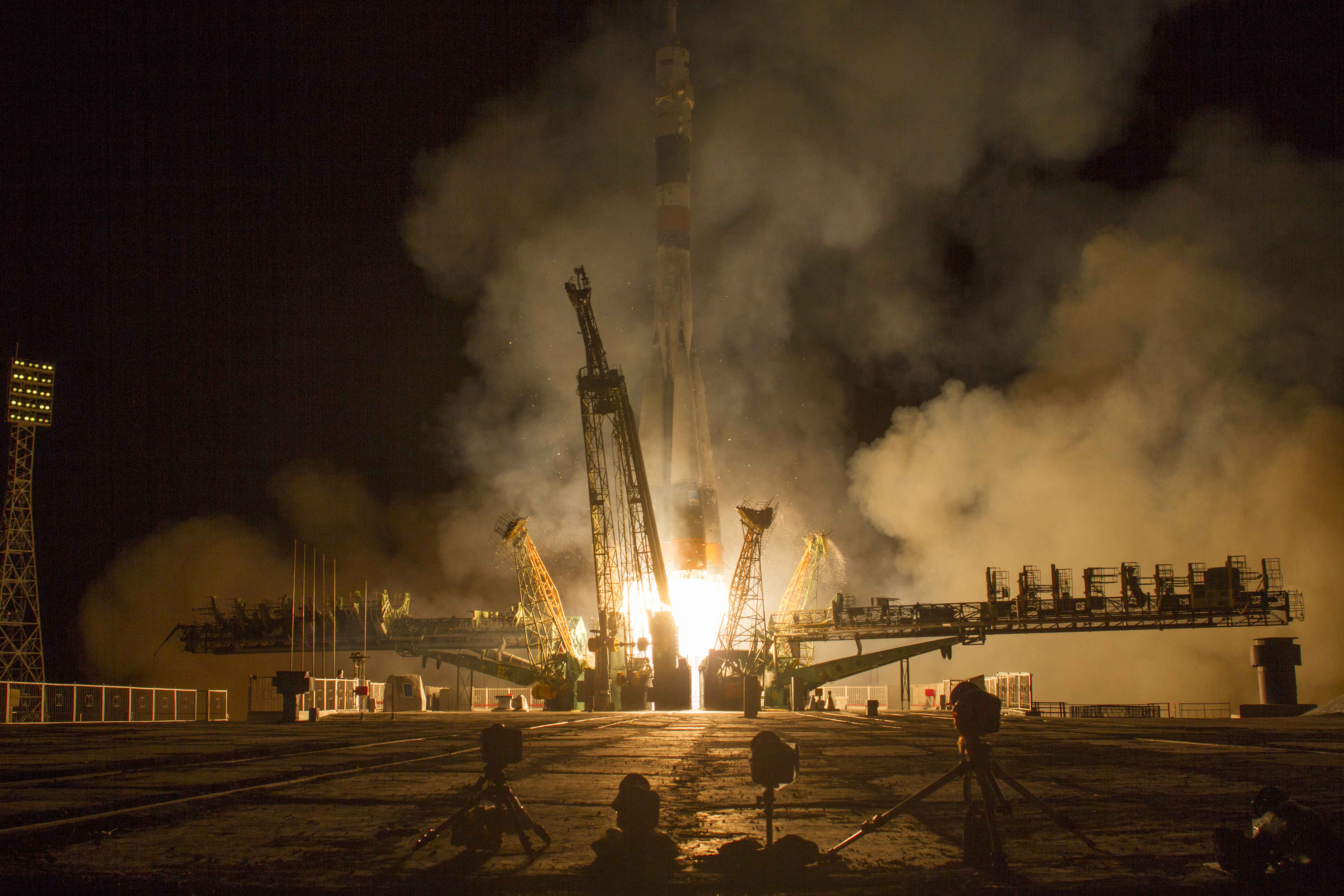
Lançamento do Cosmódromo de Baikonur em 25 de setembro de 2013.
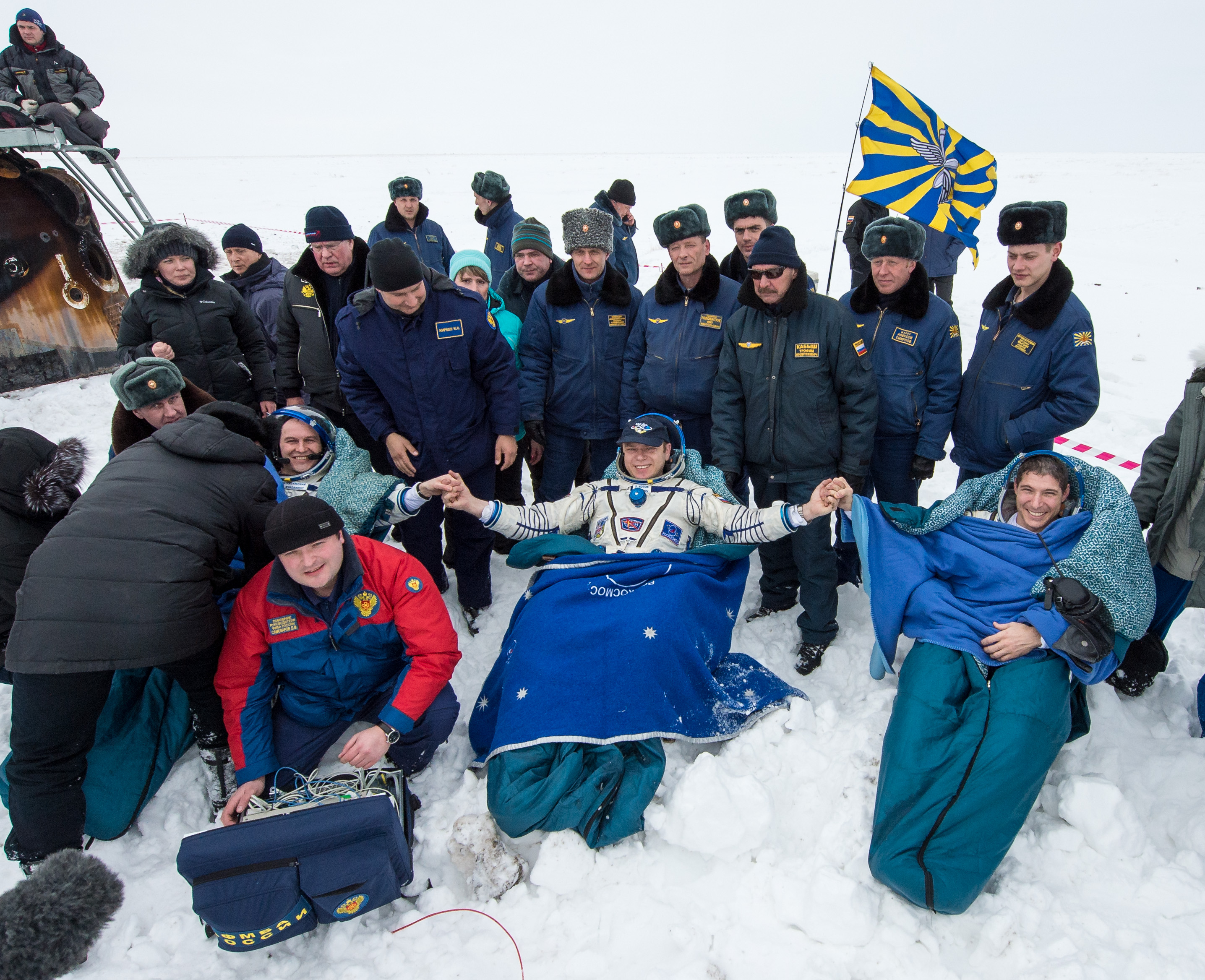
Tripulação recebida pelas equipes de terra no gelo do Casaquistão.